# Melíade
As melíades ou melias (em grego:  Μελιάδες, Meliádes, ou Μελίαι, Melíai, de  μέλι, méli, "freixo" ou "mel"), na mitologia grega, são um tipo de ninfas, nascidas do freixo - árvore que simboliza a durabilidade e a firmeza. Essas ninfas eram belicosas, isto é, tinham uma vontade nata de guerrear. 
Nasceram do esperma de Urano, juntamente com Afrodite, as erínias e os gigantes quando o filho de Urano, Cronos, castrou seu pai e jogou seus genitais ao mar, muito embora Afrodite tenha surgido de forma diferente dos demais, que nasceram das gotas do falo de Urano ao caírem na terra, enquanto a deusa nascera do resto de esperma em contato com a espuma de Ponto (as ondas do mar).
Algumas das melíades são:
- Ide (visão)
- Adrasteia (inescapável)
- Amalteia (alívio)
- Adamanteia (indomável)
- Kinosoure (guardar)
- Helike (circular)
- Melisse (doçura)